# Neil Kennedy-Cochran-Patrick
Neil Aylmer Kennedy-Cochran-Patrick-Hunter (5 de maio de 1926 — 14 de outubro de 1994) foi um velejador britânico, medalhista olímpico. Ele competiu nos Jogos Olímpicos de Verão de 1956 na classe 5.5 Metre e conquistou a medalha de prata a bordo do Vision, ao lado de Robert Perry, David Bowker e John Dillon.
Ele frequentou o Eton College e depois estudou no Trinity College em Cambridge e na Sorbonne em Paris. Ele também lutou na Segunda Guerra Mundial e foi comissionado na Royal Company of Archers. Depois de herdar o Castelo Hunterston de um parente distante, ele adotou o sobrenome e o brasão do Clã Hunter em 28 de janeiro de 1970, e foi reconhecido como chefe hereditário desse clã pelo Lord Lyon King of Arms no mesmo dia.